# Sita Air
La Sita Air Pvt. Ltd. è una compagnia aerea a capitale privato e non quotata nepalese costituita nel 2003 e con sede legale a Katmandu, Nepal. Opera servizi passeggeri, cargo, charter e aerotaxi con il marchio commerciale Sita Air. L'aeroporto principale della compagnia è l'Aeroporto Internazionale Tribhuvan.
Dal 5 dicembre 2013 la Sita Air è entrata nell'elenco dei vettori aerei soggetti a divieto operativo nell'UE che ha interdetto il proprio spazio aereo a tutti i vettori nepalesi, ritenuti non sufficientemente sicuri.
| Flotta         | Consegnati | Ordinati |
| -------------- | ---------- | -------- |
| Dornier Do 228 | 4          | 1        |